# Cơm lam (thực vật)
Cơm lam (danh pháp: Cephalostachyum pergracile) là một loài thực vật có hoa trong họ Hòa thảo. Loài này được Munro mô tả khoa học đầu tiên năm 1868.

## Hình ảnh

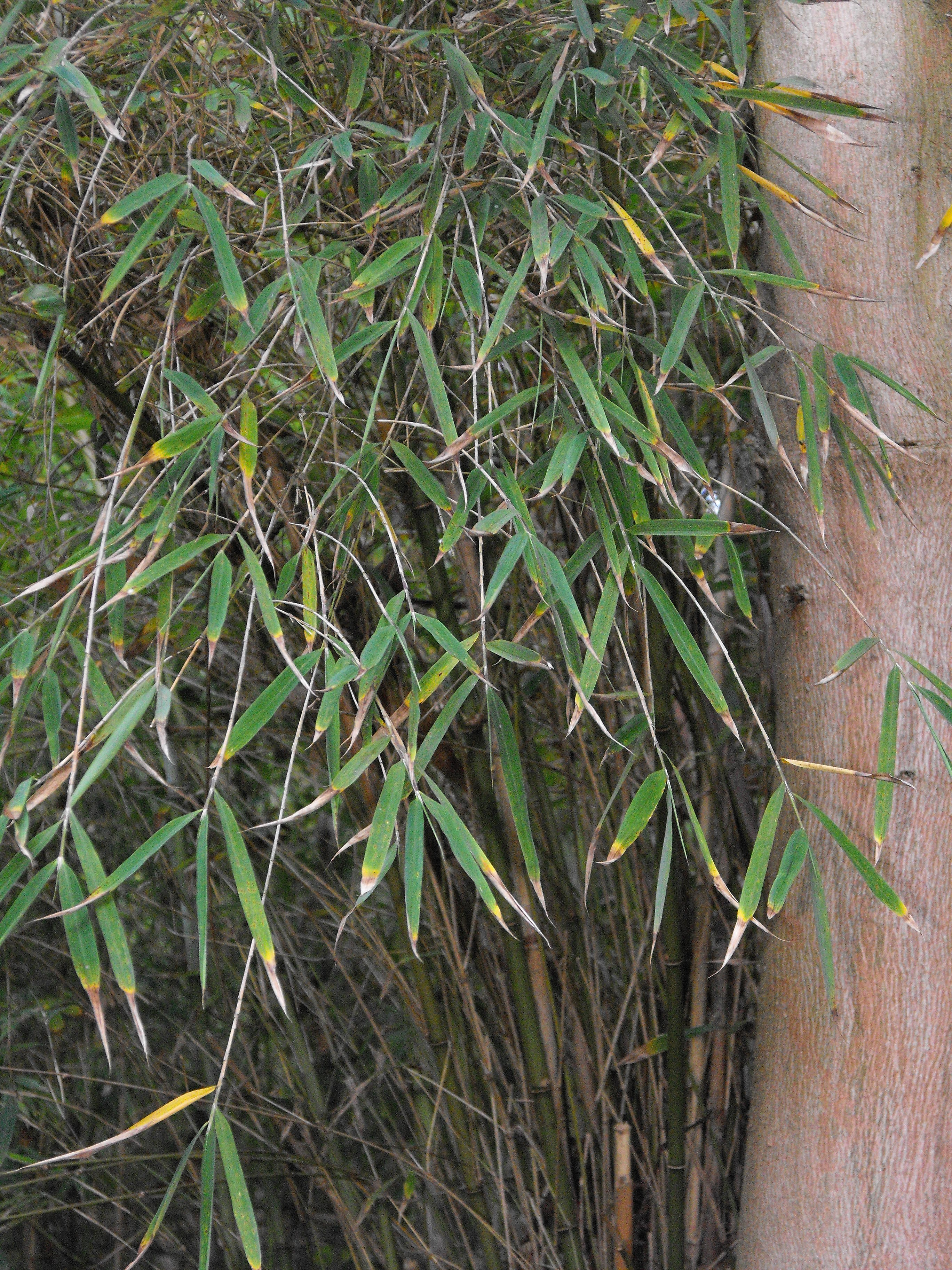